# Leymen
 Leymen  (en alsacià Layme) és un municipi francès, situat a la regió del Gran Est, al departament de l'Alt Rin. L'any 1999 tenia 1.055 habitants.

## Demografia
| 1962 | 1968 | 1975 | 1982 | 1990 | 1999  |
| ---- | ---- | ---- | ---- | ---- | ----- |
| 870  | 931  | 937  | 896  | 915  | 1.055 |

## Administració
| Període   | Identitat    | Partit |
| --------- | ------------ | ------ |
| 2001-2008 | Bernard Oser |        |
| 2008-     | Danièle Ott  |        |